# Weissia vardei
Weissia vardei là một loài rêu trong họ Pottiaceae. Loài này được Bizot mô tả khoa học đầu tiên năm 1978.